# Collanges
Collanges är en kommun i departementet Puy-de-Dôme i regionen Auvergne-Rhône-Alpes i centrala Frankrike. Kommunen ligger i kantonen Saint-Germain-Lembron som tillhör arrondissementet Issoire. År 2022 hade Collanges 156 invånare.

## Befolkningsutveckling
Antalet invånare i kommunen Collanges
| Referens: INSEE |